# 上飯田連絡線
上飯田連絡線株式会社（かみいいだれんらくせん）は、愛知県に路線（上飯田連絡線）を有する第三セクター方式の鉄道会社である。
本社は名古屋市中区丸の内三丁目19番30号（愛知県住宅供給公社ビル3階）にある。

## 概要

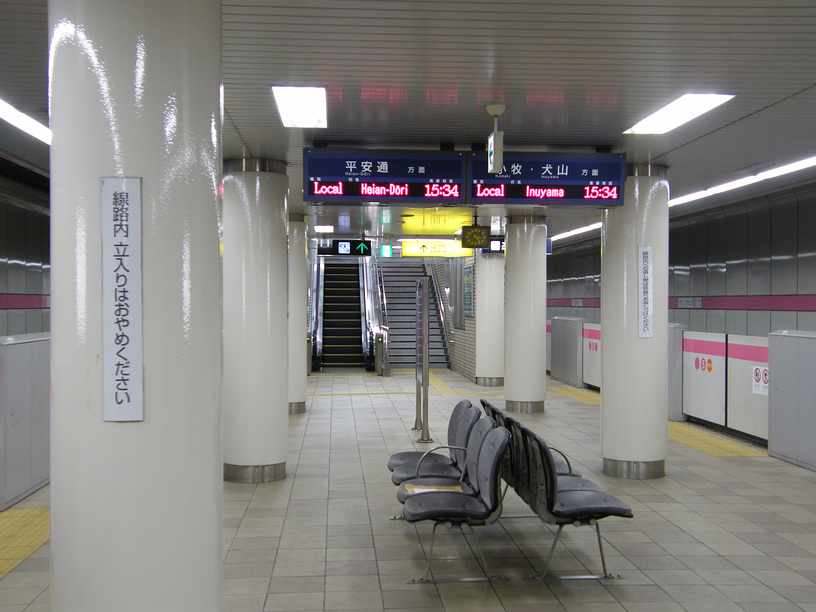
上飯田駅ホーム

名古屋鉄道（名鉄）小牧線のターミナルである上飯田駅は、同駅に接続する名古屋市電御成通線の上飯田 - 大曽根間が1971年2月1日に廃止されて以降、他の軌道系交通機関との連絡がなくなった。そのため名古屋市中心部までの交通は路線バスや名古屋市営地下鉄平安通駅までの徒歩（約10分）に頼ることになり、小牧線の利用者からは平安通駅までの連絡線の建設が強く望まれていた。
この区間を結ぶため味鋺駅 - 平安通駅間に建設されたのが上飯田連絡線で、上飯田連絡線株式会社は第三種鉄道事業者としてその保有を行っている。うち味鋺駅 - 上飯田駅間は名古屋鉄道が小牧線として、上飯田駅 - 平安通駅間は名古屋市交通局が上飯田線としてそれぞれ第二種鉄道事業を行っているが、列車内・駅構内ともに旅客向けの案内において「上飯田連絡線」の名称は使われていない。

## 歴史
名古屋の地下鉄計画において、名鉄小牧線（1948年までは大曽根線）と名古屋市の中心部を鉄道によって直結する計画は名古屋市電の廃止以前から存在した。太平洋戦争後の1950年（昭和25年）1月に都市計画決定された「名古屋復興都市計画高速度鉄道」では市役所裏から大曽根駅を経て水分橋付近（守山町大字瀬古）で小牧線に接続する「大曽根線」の計画が存在した。市電御成通線廃止後の1972年（昭和47年）の都市交通審議会答申第14号においては「7号線」として金山 - 市役所 - 平安通 - 上飯田を結ぶ路線が挙げられている。
上飯田連絡線は、1992年（平成4年）運輸政策審議会答申第12号「名古屋圏における高速鉄道を中心とする交通網の整備に関する基本計画について」において、緊急に整備すべき路線として位置付けられた。事業主体としては、小牧線上飯田駅と地下鉄平安通駅間の連絡線部分は名古屋市交通局を想定して計画されていたが、実際の建設は、「地下高速鉄道整備事業費補助制度」の適用の下、償還型上下分離方式により行われることとなった。それに伴い上飯田連絡線株式会社が、上飯田連絡線の建設保有事業主体として、1994年（平成6年）に愛知県・名古屋市をはじめ小牧市などの小牧線沿線自治体や名鉄など民間企業の出資で設立された。
1996年（平成8年）9月に着工されたが、実際の建設では既設区間である味鋺 - 上飯田間の地下化と複線化が同時に行われることとなり、その区間は既設区間の事業者である名古屋鉄道・日本鉄道建設公団に委託され、新設の上飯田 - 平安通間は名古屋市交通局に委託された。
上飯田 - 平安通間は道路幅が狭い上に交通量が多く、さらに沿道には住宅や商店が密集して建っているという地下鉄建設にとって厳しい条件が揃っていたため、これらへの対応に追われた。また、味鋺 - 上飯田間も庄内川、矢田川の伏流水が流れる砂礫層を通るため難工事となった。さらに1995年（平成7年）1月17日の阪神・淡路大震災の発生に伴い国が耐震基準を改めたため構造物の設計もやり直しとなった上、2000年（平成12年）9月の東海豪雨で平安通駅が浸水する被害を受けた。そのため完成は当初予定であった2001年（平成13年）春よりも遅れ、1996年（平成8年）の着工から約6年半を要し、2003年（平成15年）3月27日に開業した。

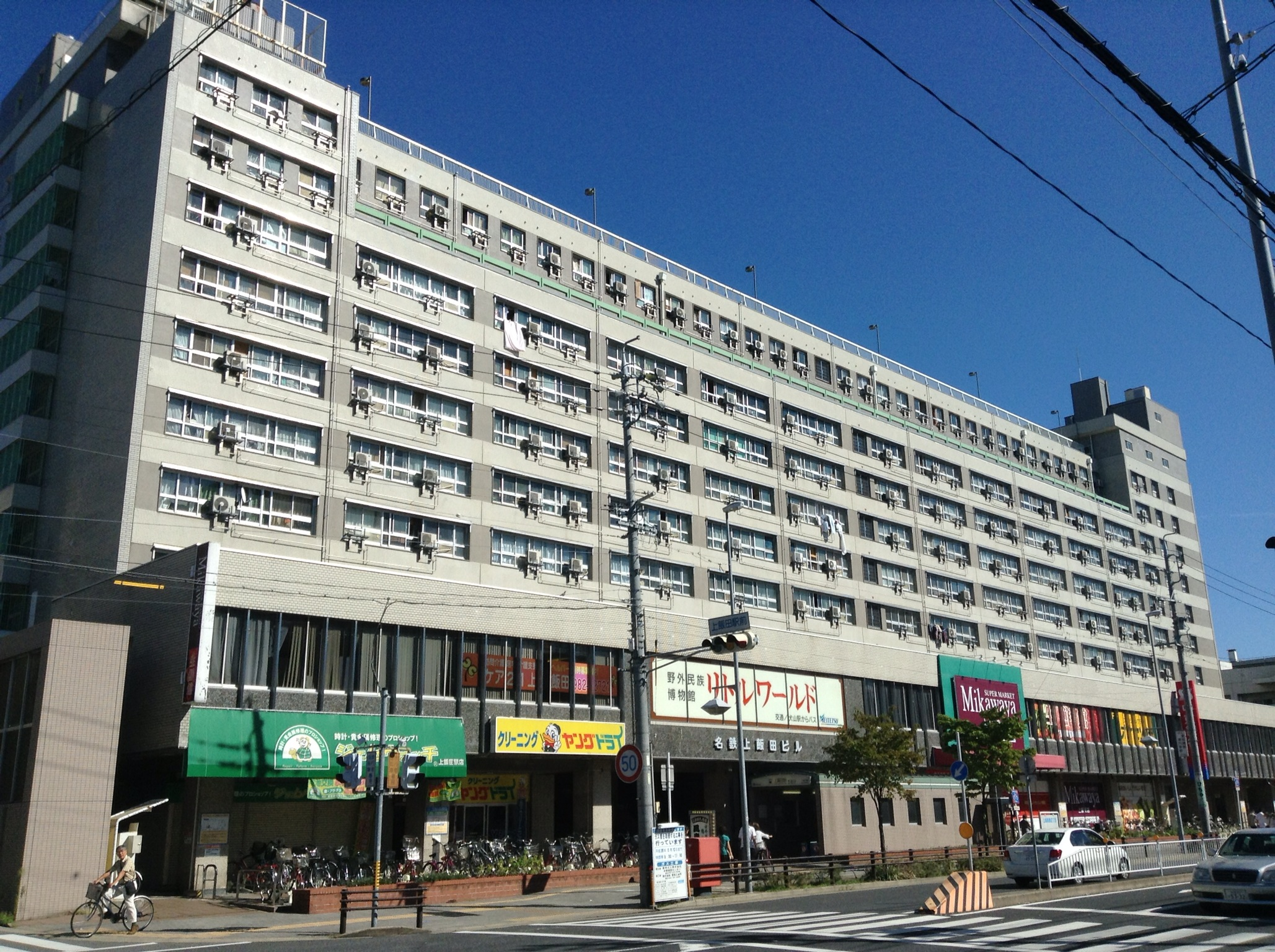
設立から2020年まで本社があった名鉄上飯田ビル

### 年表
- 1994年（平成6年）1月17日 - 設立。
- 2003年（平成15年）3月27日  - 開業。
- 2020年（令和2年）12月1日  - 本社を従来の北区上飯田通から中区丸の内三丁目に移転[3]。

## 路線
味鋺駅 - 平安通駅間3.1 km を結ぶ上飯田連絡線を第三種鉄道事業者として保有する。
前述の通り、旅客運送では味鋺駅 - 上飯田駅間2.3 km は名古屋鉄道が、上飯田駅 - 平安通駅間0.8 km は名古屋市交通局がそれぞれ第二種鉄道事業者として旅客運送を行っているが、第三種鉄道事業においては両区間が一体の路線として扱われている。

### 鉄道施設の概要
以下は上飯田連絡線株式会社「鉄道施設の概要」による。
- 路線
  - 起点：名古屋市北区東味鋺二丁目
  - 終点：名古屋市北区平安通一丁目
  - 主たる経過地：名古屋市北区上飯田通
  - 建設キロ：複線 3.3 km
  - 営業キロ：複線 3.1 km
- 規格
  - 軌間：1,067 mm
  - 軌条：50kgNレール
  - 電圧：直流1,500 V
  - 集電方式：架空単線式
  - 車両：長さ20.00 m、幅2.75 m
- 運転
  - 車両数：40両（名鉄32両・市交8両）
  - 編成：4両編成
  - 運転時隔
    - 朝：7分30秒（平日）、10分（土休日）、昼：15分、夕：10分
- 建設
  - 建設費：約706億円
  - 工法：開削工法、シールド工法
  - 工期
    - 事業着手：1994年（平成6年）
    - 土木工事等：1996年（平成8年） - 2003年（平成15年）
- 施設・設備
  - 駅：3駅（味鋺・上飯田・平安通）
  - ホーム延長：130 m
  - 変電所：1箇所
  - 信号設備：車内式
  - 通信設備：空間波方式（名鉄）、誘導方式（市交）
  - 運転保安設備
    - ATC（自動列車制御装置）
    - CTC（列車集中制御装置）
    - PTC（プログラム列車制御装置）

## 決算状況
名古屋市交通局および名古屋鉄道（名鉄）からの線路使用料を収入源としている。受取額は両社より合計で、2006年度（平成18年度）14億5,000万円、2007年度（平成19年度）以降16億円、2012年度（平成24年度）以降18億円となっている。キロ程は名鉄の方が約3倍であるが、使用料は両者同額である。
同社の「事後評価」においては、2012年度（平成24年度）に単年度黒字に転換、2018年度（平成30年度）に累積損失解消を想定していた。しかし、2011年度（平成23年度）の決算において「事後評価」の想定より1年早く単年度黒字に転換した。2016年度（平成28年度）の決算においては、鉄道事業の営業利益が7億円を超え、建設時に借り入れた借入金の利息負担が重いものの経常段階では5億円弱の黒字となり、想定より2年早く累積損失を一掃した。